# Eburia portoricensis
Eburia portoricensis är en skalbaggsart som beskrevs av Fisher 1932. Eburia portoricensis ingår i släktet Eburia och familjen långhorningar. Inga underarter finns listade i Catalogue of Life.